# Fantaisie-Impromptu
La Fantaisie-Impromptu, opus posthume 66, est une œuvre pour piano seul de Frédéric Chopin. C'est l'un de ses plus célèbres chefs-d'œuvre, composé en 1834 pour Madame la Baronne Augusta Emma d'Este. Ce quatrième et dernier des Impromptus du compositeur est achevé chronologiquement en premier, et publié en 1855 à titre posthume, par Julian Fontana.
Ce morceau est dans la tonalité de do dièse mineur.

## Histoire

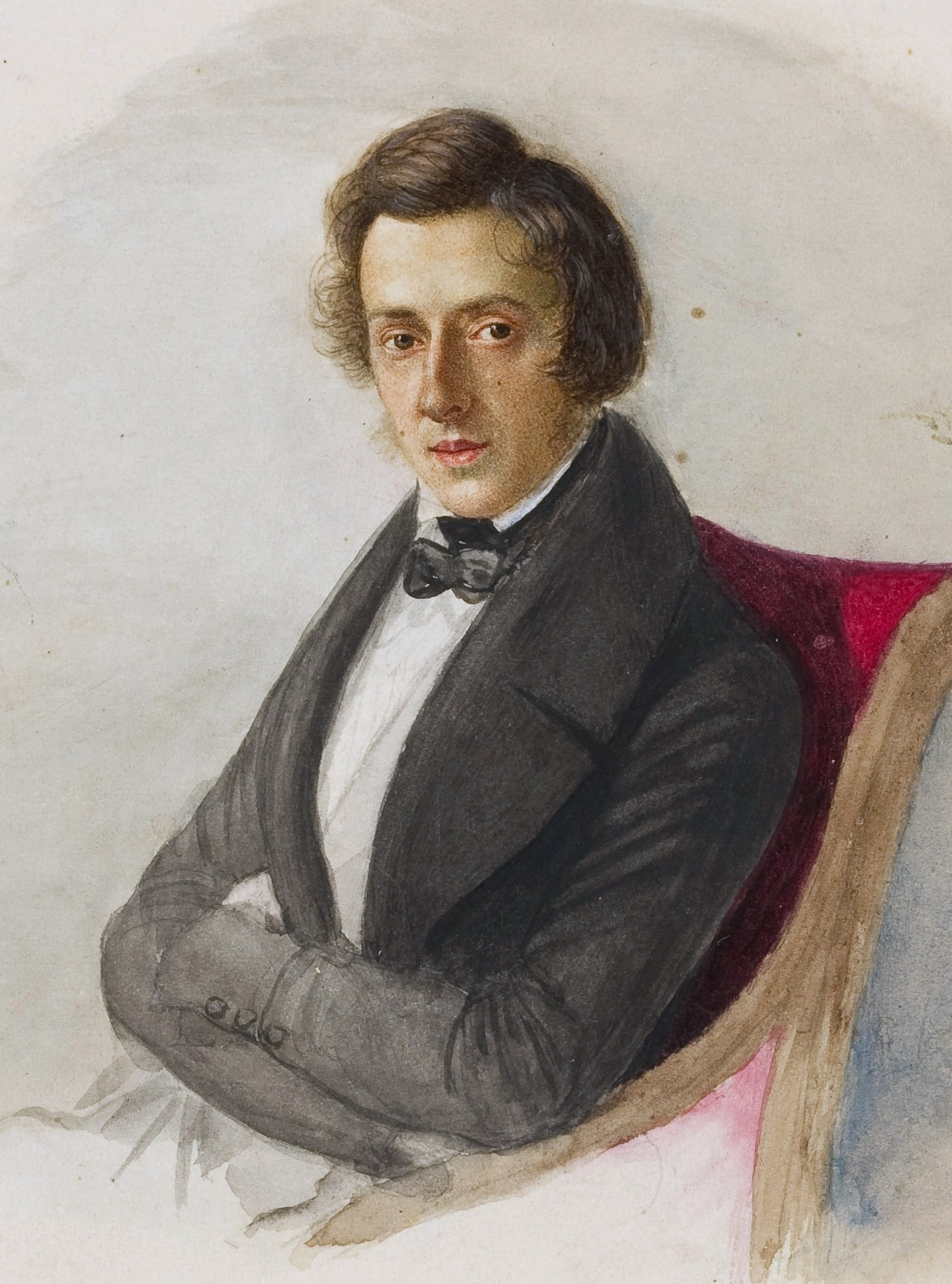
Frédéric Chopin, par sa fiancée Maria Wodzińska, en 1835.

Frédéric Chopin compose cette œuvre romantique en 1834, à l'âge de 24 ans, à la fois joyeuse, lyrique, enflammée, romantique, et nostalgique, au moment où il s'installe définitivement à Paris, où il s'impose rapidement comme un des plus importants pianistes virtuoses et compositeurs de musique classique de la période romantique du XIXe siècle. L'œuvre est en partie inspirée-adaptée de l'Impromptu en mi bémol majeur pour piano opus 89 d'Ignaz Moscheles,,, publié l'année précédente, et du troisième mouvement de la Sonate no 14 « au Clair de lune » de 1802, de Ludwig van Beethoven. L'album et manuscrit original de Sarah Frances d'Este est acheté à Paris aux enchères en 1960 par Arthur Rubinstein, avec le paraphe manuscrit de Chopin « Composé pour la Baronne d'Este par Frédéric Chopin », actuel propriété du musée Frédéric Chopin de Varsovie.
Malgré la volonté contraire du compositeur de son vivant, Julian Fontana publie l'œuvre à titre posthume en 1855, après la disparition de Chopin en 1849, avec l'ajout de « fantaisie » au nom de la pièce. L'œuvre est créée à Paris l'année de son édition par la princesse polonaise Marcelina Czartoryska, brillante pianiste élève de Carl Czerny puis de Chopin.

## Analyse
Si le terme Impromptu renvoie à l'idée d'improvisation (ici des flots cristallins de notes se meuvent sur le clavier, sans développement), la structure n'en est pas pour autant négligée, le morceau se composant, comme les trois autres Impromptus, de trois parties bien distinctes : un premier thème, un épisode central plus expressif, contrastant dans le caractère avec le précédent, et enfin la réexposition du sujet initial.
La partition, mesurée à 
, instaure dans l'énoncé motif, indiqué allegro agitato, un système polyrythmique — la main droite joue des doubles croches tandis que la main gauche joue des sextolets de croches — et déploie une figuration de notes sans cesse en mouvement. Cette section s'achève sur une énergique descente chromatique con forza, suivie d'une cadence de virtuosité tout aussi éclatante.
Le thème central moderato cantabile qui arrive est annoncé par un court largo, composé de deux mesures de croches pesantes. Il y a modulation en ré bémol majeur, l'équivalent enharmonique de do dièse majeur. Ici l'atmosphère est beaucoup plus tendre et rêveuse, les doubles croches de la main droite laissent place à une mélodie délicate et poétique, la polyrythmie demeurant, mais de manière moins prononcée.
Puis le tempo presto ressurgit, avec la tonalité de do dièse mineur et l'ondoiement initial. Le morceau s'achève à la manière d'une fantaisie ambiguë, dans une coda paisible et mystérieuse, avec la répétition des quelques premières notes du thème de la section moderato à la main gauche, tandis que la main droite poursuit son flot de doubles croches dans un decrescendo jusqu'au pianissimo.

### Une œuvre très inspirée?
La Fantaisie-Impromptu présente certaines similitudes avec le troisième mouvement de la Sonate no 14 dite « au Clair de lune », de Beethoven. Deux mesures après l'entrée de la main droite, une soudaine envolée allant et venant affiche exactement les mêmes notes que la cadence de la Sonate au Clair de lune, dernier mouvement presto agitato. La même tonalité de do dièse mineur, le tempo indiqué ainsi que le climax sur un accord de quarte et sixte sont autant d'autres points d'analogie entre les deux partitions.
Cependant, les analogies les plus troublantes se retrouvent avec l'impromptu opus 89 de Ignaz Moscheles, publié en 1834 soit un an avant l'écriture de la Fantaisie-Impromptu.
Ces parentés pourraient expliquer le refus de Chopin de voir sa composition publiée.

## De l'édition par Fontana et celle autographe
En 1855, Fontana publie les Œuvres Posthumes pour le piano de Fred. Chopin, opus 66-73. L'édition de la Fantaisie-Impromptu comporte quelques différentes notables avec l'autographe, afin de faciliter l'exécution. Quelques voix intérieures sont remaniées, des notes supprimées, et des indications d'expression modifiées ou ajoutées.
Malgré cela, la version Fontana reste la plus souvent jouée, du fait de sa publication antérieure à l'édition urtext, et de sa plus large diffusion et disponibilité.

## Dans la culture

### Au cinéma
- 1932 : L'Homme qui jouait à être Dieu, de John G. Adolfi ;
- 1991 : Impromptu, de James Lapine, avec Hugh Grant dans le rôle de Chopin ;
- 2003 : Lost in Translation de Sofia Coppola, avec Bill Murray, dont la sonnerie de téléphone reprend le début de l'œuvre ;
- 2015 : Un peu, beaucoup, aveuglément, de Clovis Cornillac, interprétée par le protagoniste du film ;
- 2019 : Mon inconnue, d'Hugo Gélin, le personnage Olivia Marigny joue cette œuvre dans son concert de la fin ;
- 2019 : Fête de Famille, de Cédric Kahn, un morceau de l'œuvre est joué lors de la première scène.

### À la télévision
- 1979 : Isabelle de Paris, série anime japonaise ;
- 1987 : Le Piano magique de Sparky, moyen métrage d'animation pour la télévision, de Lee Mishkin ;
- 2013 : Assassination Classroom, série télévisée d'animation manga, dans l'épisode 19 de la saison 1 ;
- 2014 : Dans la peau d'une autre, telenovela américaine, par l'héroïne Adriana Aguilar/Monica Serrano ;
- 2021 : La casa de papel, dans le premier épisode de la cinquième partie, on peut l'entendre lors de la discussion entre Andrès (Berlin) et Raphaël (son fils) dans un restaurant au Danemark.

## Jeu vidéo
- 2007 : Eternal Sonata